# Muradalılı
Muradalılı è un comune dell'Azerbaigian situato nel distretto di İmişli. Conta una popolazione di 799 abitanti.